# Urothemis assignata
Urothemis assignata – gatunek ważki z rodziny ważkowatych (Libellulidae). Występuje w Afryce Subsaharyjskiej i jest szeroko rozpowszechniony – od Senegambii na wschód po Etiopię i Somalię oraz na południe po RPA, także na Madagaskarze i Majotcie.
W RPA imago lata od listopada do końca maja. Długość ciała 37–41 mm. Długość tylnego skrzydła 34–35 mm. Występuje na terenie Afryki.